# 김희철 (1519년)
김희철(金希哲, 1519년 07월 15일 ~ 1592년 08월 14일)은 조선중기의 문신, 의병장으로 본관은 김해(金海)이다.
그는 공빈 김씨(恭嬪 金氏)의 친정아버지이고 임해군, 광해군 형제의 외조부이며 분성군(盆城君) 김영정(金永貞)의 증손이다.
사포서사포를 지냈으며 1592년(선조 25년) 임진왜란 중에 전사하였다. 후일 1610년 외손자 광해군이 왕(王)으로 즉위하면서 의정부 영의정 해령부원군(議政府 領議政 海寧府院君)에 추서된다.

## 생애
자(字)는 원명(原明), 사후 병조판서(兵曹判書)에 추증된 분성군(盆城君) 김영정(金永貞)의 증손이다. 할아버지는 김세균이고, 아버지는 김종수이다. 1583년 통훈대부 사도사첨정으로 있을 때 사리에 어둡다는 탄핵을 받고 체직되었다.
딸 공빈 김씨(恭嬪 金氏)는 선조의 후궁이 되었으나 임해군·광해군 형제를 낳고 산욕으로 사망하였다.
그 뒤 사포서 사포(司圃署 司圃) 등을 지냈고 1592년(선조 25년) 임진왜란이 발생하자 의병장 조헌(趙憲)휘하에서 비장(裨將)으로 출전하여 크게 공을 세웠고, 금산전투(錦山戰鬪)에서 왜적과 육박전을 벌이다 전사했다.
그 뒤 영돈녕부사(領敦寧府事)에 추증되었다가 사후 외손 광해군이 왕위에 오르면서 1610년(광해군 2년) 5월 증(贈) 대광보국숭록대부 의정부 영의정 해령부원군(大匡輔國崇祿大夫 議政府 領議政 海寧府院君)에 추봉되었다. 그와 동시에 그의 3대 조상 역시 추증되었다.

## 가족 관계
- 증조부 - 김영정(金永貞): 시호는 안경(安敬), 광해군 즉위후 정헌 대부 병조 판서에 증직되었다.
- 증조모 - 전의 이씨(全義 李氏)
- 할아버지 - 김세균(金世鈞)
- 할머니 - 진주 강씨(晉州 姜氏) - 강이행(姜利行)의 딸
  - 부친 - 김종수(金從壽)
  - 모친 - 정복이(鄭福伊, 1499 ~ ?) - 정승우(鄭承祐)의 차녀이자 영의정 정인지(鄭麟趾)의 증손녀, 계양군의 외증손녀
    - 남동생 : 김희현(金希賢, 1533 ~ ?)
    - 여동생 : 김응몽(金應夢)의 처(1528 ~ ?)
    - 여동생 : 이여돈(李汝惇)의 처(1531 ~ ?)
    - 여동생 : 김호선(金好善)의 처(1535 ~ ?)
    - 여동생 : 김옥이(金玉伊)
    - 부인 : 안동 권씨(安東 權氏, 1538 ~ ?) - 권장(權璋)의 딸
      - 장녀 : 김효옥(金孝玉, 1547 ~ ?)
      - 장녀 사위 : 광주 이씨 이민병(李民秉, 1542 ~ ?) - 증(贈) 참판(參判)
      - 차녀 : 김덕해(金德海, 1551 ~ ?)
      - 차녀 사위 : 밀양 박씨 박윤(朴潤) - 감찰(監察)
      - 3녀 - 공빈 김씨[2](恭嬪 金氏, 1553 ~ 1577)
      - 사위 - 선조(宣祖, 1552 ~ 1608) - 조선 14대 국왕
        - 외손자 - 임해군(臨海君, 1574 ~ 1609)
        - 외손자 - 광해군(光海君, 1575 ~ 1641년) - 조선 15대 국왕

      - 4녀 : 김덕영(金德榮, 1556 ~ ?)
      - 4녀 사위 : 창녕 성씨 성준(成準) - 첨지(僉知)
      - 5녀 : 김천향(金天香, 1558 ~ ?)
      - 5녀 사위 : 전주 이씨 덕인정(德仁正) 이준(李壿)
      - 6녀 : 김천정(金天貞, 1562 ~ ?)
      - 6녀 사위 : 고령 박씨 박건(朴楗) - 판서(判書)
      - 양자 : 김예직(金禮直, 1565 ~ 1623) - 남동생 김희현의 차남

## 김희철을 연기한 배우
- 권성덕 - 왕의 여자

## 참고 자료
- 광해군
- 공빈 김씨
- 조선 선조
- 임해군
- 유자신
- 김예직